# Tooth Fairy (película de 2010)
Rompedientes o Hada por accidente (Tooth Fairy en V.O) es una película cómica que se puede encasillar como comedia liviana de fantasía producida por Walden Media y realizada por 20th Century Fox. Tiene como protagonistas principales a Dwayne Johnson interpretando al personaje principal junto a Julie Andrews.
En un principio estaba programada para que se estrenara en noviembre de 2009. Sin embargo, se decidió retrasar el estreno para mediados de enero de 2010 y evitar así competir con Fantastic Mr. Fox, de la misma productora.

## Argumento
Dereck Thompson (Dwayne Johnson), también conocido como "El Hada Madrina" o "El Rompedientes" es un jugador de hockey veterano bastante rudo, su alias viene por la costumbre que tiene de que cada vez que realiza una entrada, termina chocando con un jugador contrario y saltándole algún que otro diente a sus contrincantes, sin embargo, hace años que no anota. En el fondo es un hombre derrotado y solo lo tienen como barrera humana. Está saliendo con una divorciada llamada Carly que tiene una pequeña hija llamada Tess y un hijo adolescente llamado Randy (Chase Ellison). En un momento de falta de criterio le dice a la hija la verdad sobre el Ratoncito Pérez y la desilusiona.
Esto es escuchado en Hadalandia y es llevado en sueños hacía allá.  Es condenado a trabajar como un hada de verdad, como indumentaria, le es ofrecido un tutú, unas alas y una varita mágica. Lily (Julie Andrews), una hada madre de alto rango supervisará su trabajo. Es entrenado por un Hada burócrata llamada Tracy (Stephen Merchant), frustrada por no tener sus alas.
La misión de Thompson es traer dientes al hada madre y cumplir misiones con los niños que dejan su diente bajo la almohada.
Una serie de gags muy jocosos se sucederán antes de que Thompson encuentre la luz de la verdad en su vida y haga cambios en ella basándose en su estado de... hada.

## Reparto
- Dwayne Johnson es Derek Thompson/Tooth Fairy.
- Ashley Judd es Carly.
- Stephen Merchant es Tracy.
- Julie Andrews es Lily.
- Billy Crystal es Jerry.
- Edrian McNamara es Ianis.
- Brandon T. Jackson es Duke.
- Ryan Sheckler es Mick Donnelly.
- Chase Ellison es Randy.
- Destiny Whitlock es Tess.
- Brendan Penny es Josh Singer.
- Brendan Meyer es Ben.
- Seth MacFarlane es Ziggy.
- Chris Noth